# Saint-Firmin (Saône-et-Loire)
Saint-Firmin település Franciaországban, Saône-et-Loire megyében. Lakosainak száma 785 fő (2022. január 1.). Saint-Firmin Saint-Émiland, Antully, Le Breuil, Le Creusot, Saint-Pierre-de-Varennes és Saint-Sernin-du-Bois községekkel határos.

## Népesség
A település népessége az elmúlt években az alábbi módon változott:
| Lakosok száma | 833  | 874  | 902  | 889  | 861  | 833  | 805  | 792  | 785  |
|               | 2013 | 2015 | 2016 | 2017 | 2018 | 2019 | 2020 | 2021 | 2022 |